# Vismianthus sterculiifolius
Vismianthus sterculiifolius es la única especie del géneros monotípico Vismianthus de plantas fanerógamas perteneciente a la familia de las connaráceas. Es originaria de Birmania.

## Taxonomía
Vismianthus sterculiifolius fue descrita por (Prain) Breteler & Brouwer  y publicado en Agricultural University Wageningen Papers 89(6): 373–374. 1989.
Sinonimia
- Ellipanthus sterculiaefolius Prain
- Schellenbergia sterculiifolia (Prain) Parkinson